# Festival international du film fantastique de Gérardmer 2011
La 18e édition 2011 du festival du film fantastique de Gérardmer a eu lieu du 26 au 30 janvier 2011. Le thème de cette édition était Schizophrénie, Claustrophobie, Paranoïa … et autres petites joies de l’existence. Le président du Jury était Dario Argento.

## Palmarès
| Prix                          | Attribué à                                                                                | Pays                   |
| ----------------------------- | ----------------------------------------------------------------------------------------- | ---------------------- |
| Grand prix du festival        | Bedevilled de Jang Cheol-soo                                                              | Corée du Sud           |
| Prix du jury                  | Ne nous jugez pas (Somos los que hay) de Jorge Michel Gra et The Loved Ones de Sean Byrne | Mexique / Australie    |
| Prix de la critique           | J'ai rencontré le Diable (I saw the Devil) de Kim Jee-woon                                | Corée du Sud           |
| Prix du jury jeunes           | J'ai rencontré le Diable (I saw the Devil) de Kim Jee-woon                                | Corée du Sud           |
| Prix du public                | J'ai rencontré le Diable (I saw the Devil) de Kim Jee-woon                                | Corée du Sud           |
| Prix du jury Syfy             | The Loved Ones de Sean Byrne                                                              | Australie              |
| Prix du meilleur inédit vidéo | Triangle de Christopher Smith                                                             | Royaume-Uni, Australie |
| Grand prix du court métrage   | Le miroir de Sébastien Rossignol                                                          | France                 |

## En compétition

### Longs métrages
- Bedevilled de Jang Cheol-so ( Corée du Sud)
- Devil de John Erick Dowdle ( États-Unis)
- Dream Home de Pang Ho-cheung ( Hong Kong)
- J'ai rencontré le Diable (악마를 보았다, Akmareul boatda) de Kim Jee-woon  ( Corée du Sud)
- Ne nous jugez pas (Somos los que hay) de Jorge Michel Grau ( Mexique)
- Mirages de Talal Selhami ( Maroc)
- The Silent House (La Casa Muda) de  Gustavo Hernández ( Uruguay)
- The Loved Ones de Sean Byrne ( Australie)
- The Troll Hunter d'André Øvredal ( Norvège)

### Courts-métrages
- Bloody christmas 2 de Michel Leray  France
- Cabine of the dead de Vincent Templement  France
- Le miroir de Sébastien Rossignol  France
- Le vivier de Sylvia Guillet  France
- Mandragore de Fabrice Blin  France
- No face de Mathilde Arnaud, Jean-Yves Arnaud  France
- Red ballon de Damien Macé, Alexis Wajsbrot  France

### Inédits Vidéo
- Heartless de Philip Ridley ( Royaume-Uni)
- Terreur (Dread) de Anthony Diblasi ( États-Unis)
- The Dead Outside de Kerry Anne Mullaney ( Royaume-Uni)
- The Unforgiving d'Alastair Orr ( Afrique du Sud)
- Triangle de Christopher Smith ( Royaume-Uni /  Australie)
- Ultimate Patrol (The Objective) de  Daniel Myrick ( États-Unis)

## Hors compétition

### Films
- Aladin et la Lampe merveilleuse de Jean Image -  France
- American Grindhouse, documentaire de  Elijah Drenner -  États-Unis
- Cold Prey 3 (Fritt Vilt 3) de Mikkel Brænne Sandemos -  Norvège
- L'Empire des Ombres (Vanishing On Seventh Street) de Brad Anderson -  États-Unis
- En quarantaine 2 (Quarantine 2: Terminal) de John Pogue -  États-Unis
- Hybrid d'Éric Valette -  États-Unis /  Allemagne
- Machete maidens unleashed!, documentaire de Mark Hartley -  Australie
- Proie d'Antoine Blossier -  France
- Prowl de Patrik Syversen -  États-Unis
- Rare Exports de Jalmari Helander -  États-Unis
- The Hunters de Chris Briant -  France

### Rétrospective "Schizophrénie, Claustrophobie, Paranoïa"
- Le Cabinet du docteur Caligari (Das Kabinett des Dr Caligari) de Robert Wiene (1919)
- Docteur Jekyll et M. Hyde de Victor Fleming (1941)
- Psychose d'Alfred Hitchcock 1960)
- Répulsion de Roman Polanski (1965)
- Body Double de Brian De Palma (1984)
- Faux-semblants (Dead Ringers) de David Cronenberg (1988)
- Donnie Darko de Richard Kelly (2001)
- Haute Tension d'Alexandre Aja (2002)
- The Machinist de Brad Anderson (2005)
- Bug de William Friedkin (2006)
- The Mist de Frank Darabont (2007)
- Ne te retourne pas de Marina de Van (2009)

### Hommage à Dario Argento
- L'Oiseau au plumage de cristal (L'ucello dalle piume di cristallo) (1969)
- Le Chat à neuf queues (Il gatto a nove code) (1970)
- Ténèbres (Tenebre) (1982)
- Phenomena (1985)
- Le Fantôme de l'Opéra (1998)
- Suspiria (Séance culte)

### Les nuits

#### La nuit paranoïa
Cinéma du Casino, jeudi 27 :
- Le Cabinet du docteur Caligari (Das Kabinett des Dr Caligari) de Robert Wiene (1919)
- The Machinist de Brad Anderson (2005)
- Darkness de Jaume Balagueró (2003)
- The Mist de Frank Darabont (2007)

#### La nuit claustrophobie
Cinéma du Casino, vendredi 28 :
- La Chambre des tortures de Roger Corman (1961)
- Saw de James Wan (2004)
- Body Double de Brian De Palma (1984)
- Bug de William Friedkin (2006)

#### La nuit schizophrénie
Cinéma du Casino, samedi 29 :
- Docteur Jekyll et M. Hyde de Victor Fleming (1941)
- Deux Sœurs de Kim Jee-woon (2003)
- L'Étrangleur de Boston de Richard Fleischer (1968)
- Ne te retourne pas de Marina de Van (2009)

#### La nuit Giallo
Espace LAC, samedi 29 :
- L'Oiseau au plumage de cristal (L'ucello dalle piume di cristallo) de Dario Argento (1969)
- La Baie sanglante (Reazione a catena) de Mario Bava (1971)
- L'Éventreur de New York (O squartatore di New York) de Lucio Fulci (1982)

#### La nuit Syfy Universal
Paradiso, vendredi 28 :
- Caprica (pilote) de Jeffrey Reiner
- Haven (pilote) de Adam Kane

## Jury

### Jury long métrage
- Président du jury : Dario Argento
- Autres membres du jury : Alexandre Aja, Maurice Barthélemy, Anne Caillon, Nicolas Cazalé, Clovis Cornillac, Lucile Hadzihalilovic, Serge Hazanavicius, Sophie Quinton.

### Jury court métrage
- Président du jury : Kim Chapiron
- Autres membres du jury : Catherine Hosmalin, Mohamed Mazouz, Thomas Ott, Raphaël Personnaz

### Auteurs du Salon du Grimoire
- Henri Loevenbruck
- Ange
- Erik Wietzel
- Dario Alcide
- Jay Alis
- Davy Artero
- Renaud Benoist
- Alain Berard
- Patrick Bourgeois
- Lionel Chouchan
- Remy de Bores
- Karine Collet
- Jean Laudic
- Sonia Pelletier-Gautier
- Dominique Prieur
- Gordon Zola

### Colloque "Schizophrénie, paranoïa, claustrophobie et autres petites joies de l'existence"
- Alexandre Aja (réalisateur)
- Samuel Lepastier (psychanalyste)
- Stéphane Bourgoin (présenté comme criminologue)
- Philippe Rouyer (critique cinéma)